# Divisiones y conexiones del Metro de Nueva York
El metro de la ciudad de Nueva York fue fundado de tres diferentes sistemas, la IRT, BMT y la IND. Para propósitos operacionales, la IRT es una División A y la BMT y la IND la División B; sin embargo, el uso común para las líneas es simplemente como las tres divisiones del sistema. Durante los años, varias conexiones han sido construidas para permitir a los trenes de una división operar en las líneas de los otros servicios. Para las transferencias, vea la Ínter divisiones de transferencias del metro de Nueva York.

## Conexiones de ingresos
Debido a que el sistema IRT usa túneles y vagones más estrechos que la BMT y la IND, la única conexión de ínter-división de ingresos están entre las líneas BMT y la IND. Las siguientes conexiones han sido construida para generar ingresos:
- 30 de octubre de 1954: La línea Culver IND (Originalmente llamada Smith St. Subway) se extiende sobre la línea Culver BMT
- 1 de diciembre de 1955: El túnel de la Calle 60 BMT entre la línea  Queens Boulevard y el túnel de la Calle 60
- 29 de abril de 1956: La línea de la Calle Fulton se une con el ferrocarril elevado de la Avenida Liberty de la división BMT  (parte de la Calle Fulton elevada, pero fue desconectada del sistema BMT y ahora sólo es usada por la división IND
- 26 de noviembre de 1967: La conexión de la Calle Chrystie entre la línea  de la Sexta Avenida y la línea  de la Calle Nassau (sobre el puente Williamsburg) y la línea de la Cuarta Avenida (vía el puente de Manhattan) — la conexión del puente Williamsburg dejó de funcionar como un servicio de ingresos

- 29 de octubre de 1989: Conexión de las vías entre la línea de la Calle 63 IND y la línea de la Calle 64 BMT (generalmente no era usada para los servicios de ingresos a menos que una nueva vía del servicio R sea requerida al norte de la Calle 57 en la línea Broadway).

## Conexiones sin ingresos
Estas conexiones se encuentran principalmente en los almacenes:
- Las vías de intercambio (con tres rieles) entre el extremo norte de la línea Flushing y la línea Astoria en Queensboro Plaza (la única conexión de la línea Flushing al resto del sistema, originada cuando ambas líneas al norte de Queensboro Plaza fueron operadas doblemente).
- La línea Eastern Parkway y la línea Canarsie tienen vías en Linden Shops. Además, una sola vía sin electrificar (sin tercer vía) conecta a estas líneas entre la Calle Junios (en la división IRT) y la Avenida Livonia (en la división BMT), en dirección hacia Queens.
- La línea de la Séptima Avenida y Broadway y la línea de la Octava Avenida tienen vías en el 207th Street Yard.
- La línea de la Avenida Jerome y la línea Concourse tienen vías en el Concourse Yard.
- Desde el 30 de octubre de 1954, la línea Culver se ha ido a Coney Island–Avenida Stillwell, donde se conecta con la línea Brighton, línea Sea Beach y la línea West End. Por un poco tiempo a finales de los años 1960 el servicio NX pasaba por Coney Island–Avenida Stillwell desde la línea Sea Beach hacia la línea Brighton, pero ningún servicio ha pasado sobre la línea Culver.

- Datos: Q4889013